# Culex pinaresis
Espèce
Culex pinaresis est une espèce d'insectes diptères. Ce moustique est endémique à Cuba.

## Taxonomie
L'espèce est décrite par Raúl Gonzalez Broche (d) en 2013,.

## Publication originale
- (es) R. González Broche, « Descripción de una especie nueva de Culex (Culex) (Diptera: Culicidae) de Cuba », Boletin de la Sociedad Entomológica Aragonesa, Espagne, vol. 52,‎ 2013, p. 117–119 (ISSN 1134-6094).